# Iltalehti
Iltalehti (вимовляється як «Ілталехти», фін. «Вечірня газета») — щоденна фінська газета-таблоїд, третя за величиною газета в Фінляндії.
Інтернет-версія Iltalehti є найпопулярнішим сайтом новин в Фінляндії і займає 6 місце в рейтингу найвідвідуваніших сайтів згідно статистики Alexa Internet.

## Про газету
Видання з'явилося в 1980 році як доповнення до газети Uusi Suomi. Політично нейтральна, описує життя сучасної Фінляндії. Популярності набула як перша газета, в якій була процитована стаття з Фінської Вікіпедії. Інтернет-версія видання з'явилася в листопаді 2008 року.